# منافق (فیلم ۲۰۱۶)
منافق (انگلیسی: Hypocrite) (به مالایی: Munafik) فیلم مالزیایی ترسناک فراطبیعی مالایی-زبان است که در سال ۲۰۱۶ اکران گردید و کارگردانی آن را شمس الیوسف برعهده داشت. فیلم منافق نهمین فیلم او در حرفه کارگردانی بود و دومین فیلم ترسناک او بعد از خرافات (۲۰۱۱) می‌باشد و همچنین اولین قسمت از فیلم سه‌گانه منافق است. بازیگران اصلی فیلم شمس الیوسف، فیض فیروز، پکین ابراهیم و نبیله هدی هستند. این فیلم ماجرای فردی به نام آدم که پزشک طب نبوی است را به نمایش می‌گذارد که قادر نیست مرگ همسرش را بپذیرد و شغلش را رها می‌کند. مدتی بعد او ماریا را ملاقات می‌کند و اتفاقات ناخوشایندی رخ می‌دهد.
این فیلم در روز ۲۵ فوریه ۲۰۱۶ در مالزی و در روز ۵ اکتبر ۲۰۱۶ در اندونزی اکران گردید. فیلم منافق نظرات مثبت منتقدان را به دنبال داشت و در سراسر کشور به فروشی بالغ بر ۱۷٫۰۴ میلیون رینگیت دست یافت و باعث شد عنوان پرفروش‌ترین فیلم مالزی در سال ۲۰۱۶ را بدست آورد. فیلم در جشنواره فیلم مالزی ۲۰۱۶ حضور یافت و در نه بخش نامزد دریافت جایزه گردید که در پنج بخش، از جمله بهترین فیلم زبان ملی و بهترین کارگردانی برنده شد. دنباله این فیلم با نام منافق ۲، در روز ۳۰ اوت ۲۰۱۸ اکران شد.